# 威廉·乔治·斯特林
威廉·乔治·斯特林（1887年—？）英国收藏家、海峡殖民地新加坡官员、汉学家。

## 生平
海峡殖民地《1939年莱佛士图书博物院年报》（Annual Report Of The Raffles Museum and Library for The Year 1939）中有关于斯特林及其捐赠的铜像的介绍。斯特林生于1887年。早年便对中国的礼俗及文化产生浓厚兴趣。他曾经在中国广东居住过一段时期，并和当地社会各阶层人士进行接觸。 1907年20岁时，他来到马来亚。两年之后，进入殖民地政府的关税与专卖局（Monopolies and Customs Services Department）工作。
1916年，他和一位华商的女儿结婚。1921年到1931年，他担任新加坡助理华民护卫司（Assistant Chinese Protectorate）。利用工作的便利，他收集了许多华人社会的文物，特别是天地会的资料。1925年，他利用收集到的秘密会社资料，和另一位作者约翰·塞巴斯蒂安·马洛·沃德（John Sebastian Marlow Ward）合作出版《天地会与洪门会》（The Hung Society or the Heaven and Earth Society）一书，一时引发轟动。
The William Stirling Collection（威廉·斯特林收藏）在收藏界很知名。1996年初，新加坡历史博物馆向荷兰收藏家收购了一批斯特林的收藏品。1997年9月，这批收藏品，其中多数是新加坡秘密会社的资料，公开进行展出。这些资料是1889年《社团注册法令》（The Societies Ordinance of 1889）公布之后被警方没收的秘密会社文档。

## 华人铜像
1939年，威廉·斯特林因有感于华人对新加坡之贡献，乃将一座铸成于1902年的半身华人铜像，赠予莱佛士图书博物院（Raffles Museum and Library，新加坡国家博物院的前身）。同时捐赠的还有其他两件作品，一是中华童星（Chinese boy-actor），一是爪哇战神（Ardjuna）。但其他两件赠品如今已不知所终，仅华人铜像存世。当时，一个叫“新加坡之友”（The Friends of Singapore）的组织，支付了华人铜像的大理石基座的安装费用。大理石基座上鐫刻着中英文金字铭文：

Given to Singapore in 1939 by the artist W.G.STIRLING，as a tribute to the people who have done so much by their patience，endurance and fortitude to bring the Straits Settlements and Malaya to the present state of prosperity

此华人半身铜像为艺术家史德龄于1939年寄赠星坡者。华人素以坚忍耐劳著称叻乡，叩三府暨马来全属今日之繁荣，得诸华人能力者良非鲜浅，史君敬仰此优异之点，乃以此像相赠云
1939年，华人铜像于安放在博物院门前，面向史丹福路（Stamford Road），成为新加坡的地标之一。1984年12月，华人铜像被移至博物院的侧廊，原址则被作为新加坡国庆25周年庆典一部分的“时间囊”（time capsule）占据。2004年到2006年，博物院闭馆整修期间，华人铜像被移走，置于新加坡国家文物局设在裕廊的文物保存中心（Heritage Conservation Center，HCC），不再与公众见面。
宗乡总会作为新加坡华人会馆最高领导机构，不忍心让这座代表华人“坚忍耐劳”精神的铜像深藏，遂在2011年9月通过了向新加坡国家博物院商借铜像的决议。但因当时宗乡总会大楼的装修工程仍在进行，故此事被搁置。2013年3月，宗乡总会大楼装修工程完工，此事重新被提上日程。最后，新加坡国家博物院决定将此铜像重新安置在博物院中，而不借给宗乡总会。2013年10月8日，华人铜像在新加坡国家博物院内的“新加坡历史走廊”现身。